# Saint-Michel-de-Chaillol
Saint-Michel-de-Chaillol är en kommun i departementet Hautes-Alpes i regionen Provence-Alpes-Côte d'Azur i sydöstra Frankrike. Kommunen ligger  i kantonen Saint-Bonnet-en-Champsaur som ligger i arrondissementet Gap. År 2022 hade Saint-Michel-de-Chaillol 367 invånare.

## Befolkningsutveckling
Antalet invånare i kommunen Saint-Michel-de-Chaillol
Referens:INSEE

## Galleri

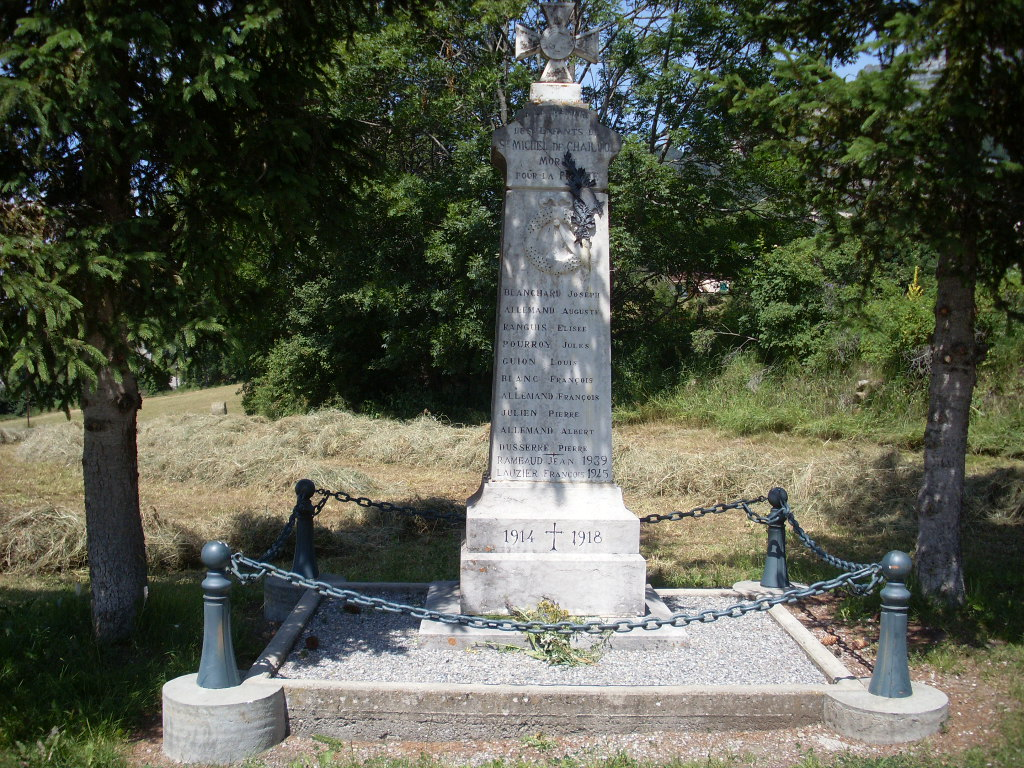
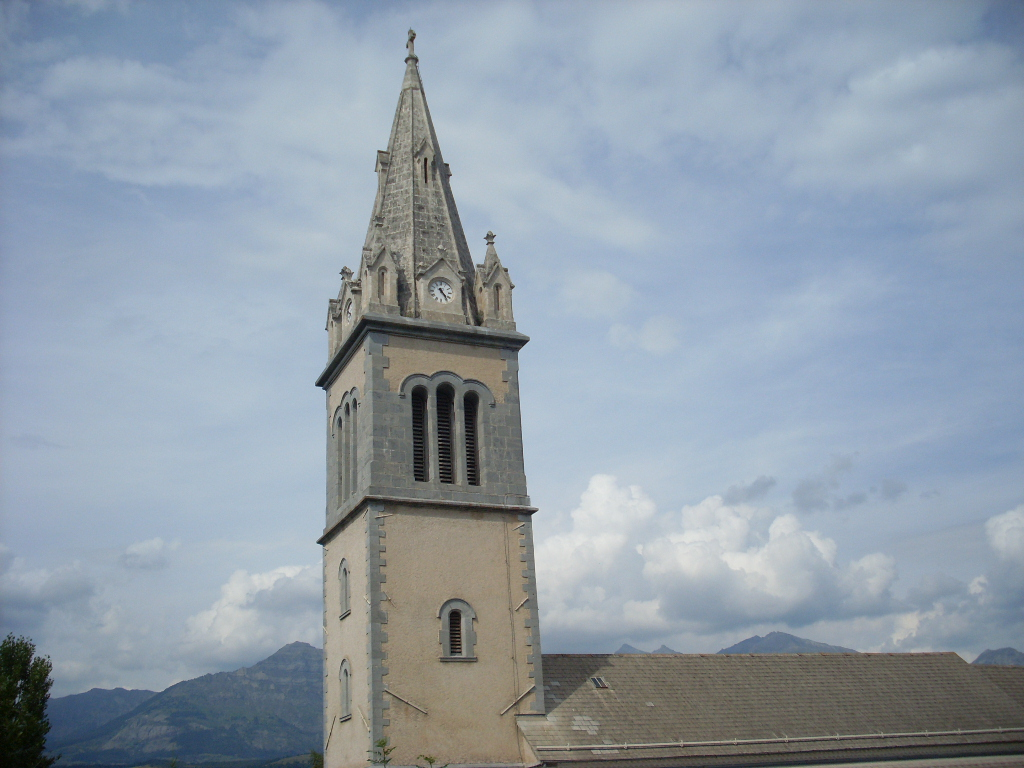
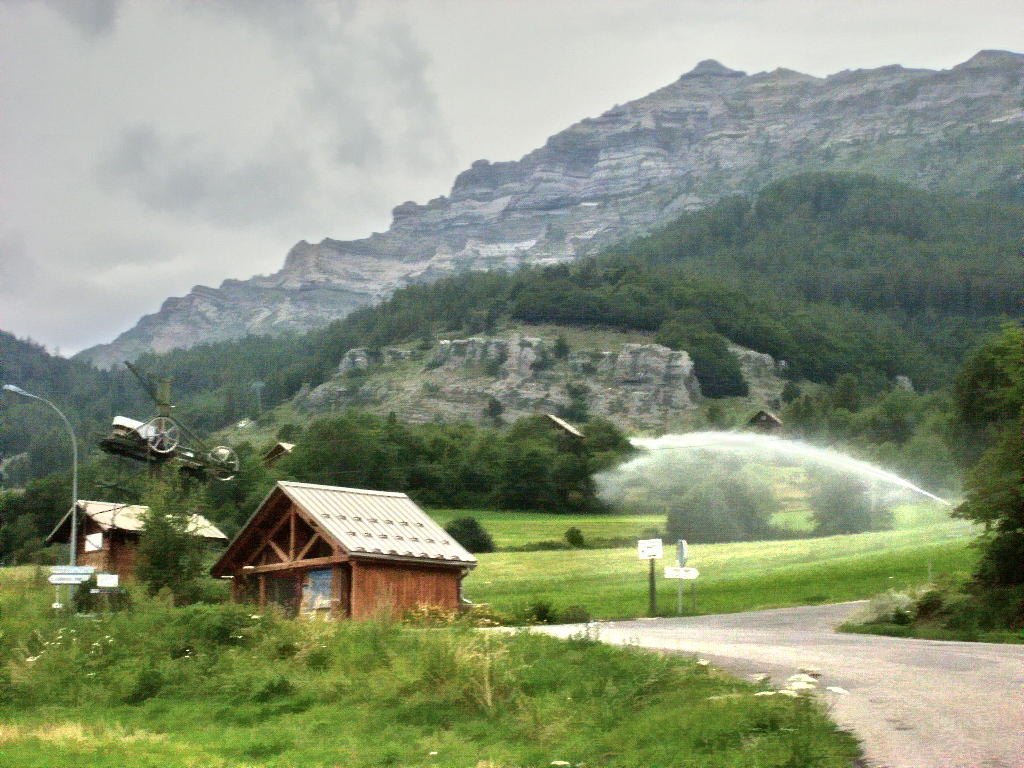
Skidbacken
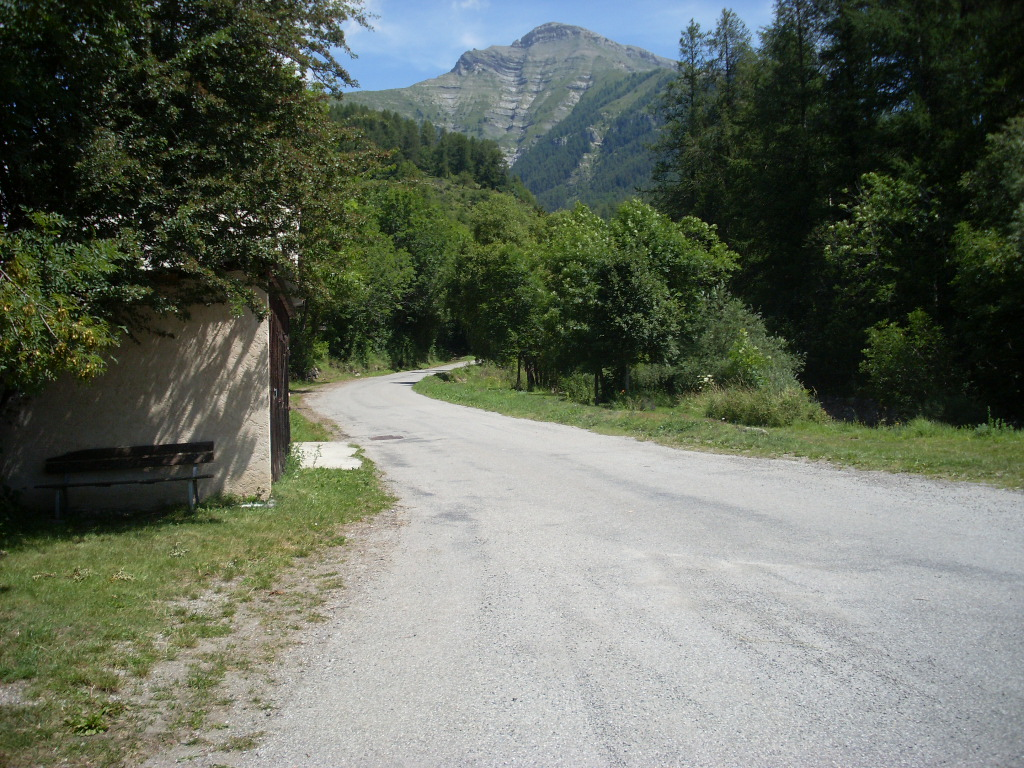